# Vallo di Nera
Vallo di Nera es una localidad y comune italiana de la provincia de Perugia, región de Umbría, con 419 habitantes.

## Evolución demográfica
| Gráfica de evolución demográfica de Vallo di Nera entre 1861 y 2001 |
|                                                                     |
| Fuente ISTAT - elaboración gráfica de Wikipedia                     |